# The Cuphead Show!
The Cuphead Show! (bra: Cuphead - A Série; prt: A Série do Cuphead!) é uma série de televisão animada desenvolvida por Dave Wasson para a Netflix, baseada no jogo eletrônico de 2017 Cuphead, do Studio MDHR. Chad e Jared Moldenhauer, os criadores de Cuphead, atuam como produtores executivos, juntamente com Wasson e CJ Kettler da King Features Syndicate, e com Cosmo Segurson atuando como coprodutor executivo.
A série foi lançada mundialmente em 18 de fevereiro de 2022, e recebeu críticas positivas dos críticos, com elogios pela qualidade da animação, dublagem, música, bem como o humor e o tom, mas alguns sentiram que faltava substância, com os enredos dos episódios sendo criticados por serem "muito fragmentados" e "muitas vezes repetitivos". A segunda temporada foi lançada em 19 de agosto de 2022, seguida, logo depois, pela terceira temporada lançada em 18 de novembro de 2022.

## Premissa
Situada no mundo do estilo dos anos 1930 na Inkwell Isle (Ilha Tinteiro), a série segue as desventuras de Cuphead (Xicrinho) e Mugman (Caneco), um par de irmãos antropomórficos que vivem com seu avô idoso e zelador, Elder Kettle (Vovô Chaleira), em uma cabana em forma de bule. As histórias dos irmãos geralmente giram em torno deles tentando encontrar uma saída para vários problemas, ocasionalmente encontrando e interagindo com personagens da história original do videogame. Embora a série seja principalmente episódica, um enredo recorrente é o Devil (Diabo) caçando Xicrinho por sua alma, pois ele acredita que é seu por direito depois que Xicrinho perdeu um jogo de colheita de almas chamado "Soul Ball/Bola da Alma", apenas para ser sempre frustrado por Xicrinho e Caneco.

## Vozes
| Personagem                     | Voz original          | Dublagem        | Dobragem      |
| ------------------------------ | --------------------- | --------------- | ------------- |
| Xicrinho (Cuphead)             | Tru Valentino         | Sérgio Stern    | Pedro Leitão  |
| Caneco (Mugman)                | Frank Todaro          | Daniel Simões   | Pedro Bargado |
| Diabo (Devil)                  | Luke Millington-Drake | Nando Sierpe    | Tiago Isidro  |
| Senhorita Cálice (Ms. Chalice) | Grey Griffin          | Jullie Rocha    | Sara Brás     |
| Vovô Chaleira (Elder Kettle)   | Joe Hanna             | Carlos Gesteira | Pedro Pernas  |
| Rei Dado (King Dice)           | Wayne Brady           | Thiago Fagundes | Pedro Pernas  |
| Seu Torresmo (Porkrind)        | Cosmo Segurson        | Bruno Rocha     | Diogo Pinto   |
| Escudeiro (Henchman)           | Dave Wasson           | Rodrigo Antas   | Diogo Pinto   |

## Episódios
Cada episódio é escrito por Deeki Deke, Clay Morrow, Adam Paloian, Cosmo Segurson e Dave Wasson.

### Resumo
| Temporada | Temporada | Episódios | Episódios | Originalmente lançado   |
| --------- | --------- | --------- | --------- | ----------------------- |
|           | 1         | 12        | 12        | 18 de fevereiro de 2022 |
|           | 2         | 13        | 13        | 19 de agosto de 2022    |
|           | 3         | 11        | 11        | 18 de novembro de 2022  |

### 1.ª Temporada (2022)
| N.º | Título (no Brasil)                                    | Dirigido por | História por                         | Lançamento              | Cód. de produção |
| --- | ----------------------------------------------------- | ------------ | ------------------------------------ | ----------------------- | ---------------- |
| 1 | "Carn-Evil" "Carna-mal"                               | Adam Paloian | Adam Paloian                         | 18 de fevereiro de 2022 | 101a             |
| Deixando de lado suas tarefas, Xicrinho e Caneco visitam o parque de diversões, onde o primeiro fica viciado em um jogo de skee-ball chamado "Bola da Alma". Enquanto Xicrinho segue em uma sequência de vitórias e acertos, Caneco percebe que uma vez que você perde, o jogo leva sua alma. O Diabo engana Xicrinho para fazê-lo perder, mas Caneco luta para conseguir pôr a alma de Xicrinho de volta no corpo. Logo então, começa uma perseguição pelo parque e os irmãos enganam o Diabo para destruir a máquina do jogo, libertando todas as almas que ele coletou. Enquanto eles escapam, o Diabo jura reivindicar a alma de Xicrinho por qualquer meio necessário. De volta em casa, Caneco se preocupa com o Diabo querendo reivindicar a alma de Xicrinho, mas Xicrinho apenas ignora. |                                                       |              |                                      |                         |                  |
| 2 | "Baby Bottle" "Mamadeira"                             | Clay Morrow  | Casey Alexander & Dan Becker         | 18 de fevereiro de 2022 | 101b             |
| O Vovô Chaleira vai aparar o bigode e avisa os meninos para não brigarem e quebrarem seu rádio precioso. Assim que ele sai, os meninos atendem a porta e encontram um bebê junto com um bilhete para cuidar dele. Caneco começa a ser uma "mamãe" enquanto Xicrinho acha o Bebê inquietante, especialmente depois que ele começa a implicar com ele e começa a destruir as coisas. Caneco finalmente a maldade do Bebê depois que ele destrói seu ursinho de pelúcia de infância e o rádio; jogando móveis pela casa. O Vovô Chaleira volta para casa com toda destruída e é atacado pelo Bebê quando seu bigode é arrancado e ele é espancado por ele. Enquanto o Vovô Chaleira e os meninos se preparam, o Bebê consegue se acalmar e os três o colocam em seu berço e o deixam em outra casa; presumivelmente repetindo um ciclo. |                                                       |              |                                      |                         |                  |
| 3 | "Ribby & Croaks" "Ribby e Croaks"                     | Adam Paloian | Benjamin Arcand & Ian Vasquez        | 18 de fevereiro de 2022 | 102a             |
| Xicrinho e Caneco discutem sobre quem comeu o sorvete ontem à noite. O Vovô Chaleira lhes dá cinco dólares para gastarem em mais sorvete. Em vez disso, os irmãos descobrem um clube de balsas chamado Armadilha de Moscas, administrado pelos irmãos sapos Escoaxo e Sopapo. Ao ver que servem sorvete, os irmãos tentam entrar (mesmo que a taxa de entrada seja de 20 dólares), mas os sapos pegam seus cinco dólares e os expulsam. Xicrinho e Caneco entram sorrateiramente enquanto Escoaxo e Sopapo os encontram e uma perseguição começa, resultando na destruição de grande parte do clube. Durante toda a correria, Xicrinho e Caneco pedem desculpas por comer o sorvete ontem à noite, enquanto Escoaxo e Sopapo também pedem desculpas por discutir um com o outro. O barco afunda, Escoaxo e Sopapo voltam a discutir enquanto Xicrinho e Caneco desfrutam de seu sorvete. |                                                       |              |                                      |                         |                  |
| 4 | "Handle with Care" "Cuidado: frágil"                  | Clay Morrow  | Dan Becker & Kennedy Tarell          | 18 de fevereiro de 2022 | 102b             |
| Enquanto lutam entre si, a alça de Caneco se quebra. Xicrinho tenta consertá-la de maneiras improváveis antes de se lembrar de usar cola. Como a cola acabou, eles são obrigados a irem no Seu Torresmo para comprar mais enquanto tentam esconder a alça quebrada de Caneco, pois isso assusta a todos. Quando eles chegam lá, Seu Torresmo diz que está sem cola e não receberá outro carregamento por três meses. Enquanto Caneco fica de mau humor, o Vovô Chaleira revela que ele simplesmente perdeu sua "alça de bebê" e que ele terá uma "alça de homem" assim como ele fez quando era uma chaleirazinha. Xicrinho quebra sua alça enquanto ele e Caneco colocam elas sob seus travesseiros. De manhã, eles têm novas alças, embora seja revelado que o Vovô Chaleira as colou de volta. Quando Xicrinho e Caneco brindam um ao outro, suas cabeças inteiras se quebram. |                                                       |              |                                      |                         |                  |
| 5 | "Roll the Dice" "Jogando os dados"                    | Adam Paloian | Benjamin Arcand & Ian Vasquez        | 18 de fevereiro de 2022 | 103a             |
| Xicrinho e Caneco perseguem o pneu da sorte do Vovô Chaleira na cidade assim que o game show do Rei Dado está prestes a começar. O programa faz com que os concorrentes ganhem intencionalmente para que suas almas sejam enviadas para o Diabo. Xicrinho e Caneco chegam com o Rei Dado escolhendo o primeiro para ser o próximo competidor. Ao perceber quem Xicrinho é, ele promete ao Diabo conseguir pegar sua alma. No entanto, em um ataque de ironia, Xicrinho mostra-se incrivelmente incompetente no jogo, enfurecendo o Rei Dado, que tenta facilitar as coisas para ele. Depois de destruir os dados, a última coisa a fazer, Xicrinho declara que perdeu. O Rei Dado tenta fazer com que ele vença de qualquer maneira, mas todo mundo vê que é manipulado e Xicrinho e Caneco vão para casa. O Diabo despede o Rei Dado de apresentar seu game show e coloca o Escudeiro no comando a partir de agora. |                                                       |              |                                      |                         |                  |
| 6 | "Ghosts Ain't Real" "Fantasmas não existem"           | Adam Paloian | Benjamin Arcand & Ian Vasquez        | 18 de fevereiro de 2022 | 103b             |
| Depois de assistir a um filme de zumbis, Xicrinho e Caneco decidem pegar um atalho por um cemitério de volta para casa. Ao ficarem claramente assustados e tentando sair, os fantasmas decidem se divertir e assustá-los prendendo-os. Xicrinho tenta acalmar Caneco dizendo a ele que "fantasmas não existem", mas logo os irmãos percebem que estão errados, e encontram-se sendo perseguidos por várias assombrações em todo o cemitério. Eventualmente, os irmãos caem de uma janela e descem uma colina onde caem inconscientes. Os fantasmas ficam horrorizados com o pensamento de terem matado os irmãos, mas é revelado que eles estavam fingindo e conseguem escapar do cemitério e voltar para casa. No entanto, eles chegam machucados e assustam o Vovô Chaleira, que começa a bater neles; pensando que são zumbis. |                                                       |              |                                      |                         |                  |
| 7 | "Root Packed" "Root Pack"                             | Clay Morrow  | Karl Hadrika, Zoë Moss e Dave Thomas | 18 de fevereiro de 2022 | 104a             |
| Depois que o Vovô Chaleira quebra suas costas, Xicrinho faz Caneco se sentir culpado para cuidar da horta do Vovô Chaleira enquanto ele dorme. A Máfia das Raízes chega sob falsos pretextos e diz aos dois que eles vão cuidar da horta enquanto eles vão para o cinema da cidade. Ao voltar da noite, os irmãos ficam chocados ao descobrir que sua casa foi transformada em uma festa de vegetais. Apesar de seus melhores esforços, eles são incapazes de expulsar os aproveitadores. Os irmãos acabam explorando a fraqueza de Ollie Bulb e o fazem chorar, resultando em ele descascando e fazendo todo mundo chorar. À medida que a festa acaba, a Máfia das Raízes decide drenar completamente o jardim do Vovô Chaleira. Ele acorda e acredita que a Máfia das Raízes, que estão grandes e gordos, são seus "bebês" e planeja fazer ensopado deles, assustando-os para sempre. |                                                       |              |                                      |                         |                  |
| 8 | "Sweater Off Dead" "Melhor de suéter"                 | Adam Paloian | Megan Boyd & Fernando Puig           | 18 de fevereiro de 2022 | 104b             |
| Depois que Xicrinho tem um pesadelo com o Diabo, Caneco o leva para a floresta para ver o sábio Quadratus que faz Caneco tricotar um suéter invisível para Xicrinho, que tem propriedades especiais que podem protegê-lo do Diabo. Enquanto isso, o Diabo dá uma festa para lhe autoparabenizar quando Stickler, o auditor, chega para lembrá-lo de que ele ainda precisa coletar a alma de Xicrinho. Depois de importuná-lo, o Diabo finalmente sobe para coletar, apenas para descobrir que ele não consegue penetrar no suéter. Ele então cria muitas distrações que convenceriam Xicrinho a remover seu suéter, mas Caneco age com esperteza e as evita. Eventualmente, o Diabo tenta deixar tudo incrivelmente quente para fazer Xicrinho ficar com calor e removê-lo, mas Caneco o protege com um abraço, irritando o Diabo. Frustrado, o Diabo retorna ao Submundo para continuar sua festa, e quando Stickler continua a importuná-lo, o Diabo destrói seu livro de contador de almas em retaliação, forçando-o a fazer uma recontagem completa de almas. |                                                       |              |                                      |                         |                  |
| 9 | "Sweater Luck Next Time" "Mais suéter da próxima vez" | Clay Morrow  | Dan Becker & Kennedy Tarell          | 18 de fevereiro de 2022 | 105a             |
| O Diabo, ainda com raiva do suéter, planeja pegar a alma de Xicrinho com força total. No entanto, com Caneco forçando Xicrinho a mantê-lo, resulta no Diabo se eletrocutar a cada chance que tem. Xicrinho e Caneco decidem ir em um novo brinquedo no parque, mas o Diabo chega mais uma vez. Xicrinho diz ao Diabo que se ele pintar a cerca para eles, ele tirará o suéter. Xicrinho e Caneco fogem para o parque, mas em um momento de distração, Xicrinho percebe que tirou seu suéter. Eles conseguem convencer o Diabo de que ele ainda o usa enquanto Caneco sai para procurá-lo. Eventualmente, o Diabo percebe que foi enganado, mas Caneco chega com o suéter bem na hora e o coloca nele; fazendo o Diabo levar um choque torturante. Enquanto o Diabo trata suas feridas no Submundo, Xicrinho e Caneco voltam para casa da aventura do dia. |                                                       |              |                                      |                         |                  |
| 10 | "Dangerous Mugman" "Caneco Perigoso"                  | Clay Morrow  | Karl Hadrika & Zoë Moss              | 18 de fevereiro de 2022 | 105b             |
| Xicrinho e Caneco invadem a loja de Seu Torresmo para jogar um jogo de pinball chamado Dirk Dangerous. Irritado com o barulho, Seu Torresmo os convence a pegar um pacote para ele no Monte Erupção. Caneco está inicialmente com medo de ir, mas Xicrinho lhe dá seus óculos de Dirk Dangerous, dando-lhe coragem. Depois de cair de uma cachoeira, Caneco perde os óculos, mas Xicrinho decide não contar a ele. Eles caminham pela selva, com Caneco superando todas as ameaças e obstáculos enquanto Xicrinho é espancado. Eles finalmente chegam ao Monte Erupção e encontram o pacote, um ovo grande. Caneco percebe que perdeu os óculos e fica com medo novamente, mas percebe que sua coragem veio de dentro. Os dois recuperam o ovo e o levam para o Seu Torresmo, que revela que ele queria que eles pegassem sua roupa na lavanderia. O ovo choca em um dragãozinho de três cabeças, e Grim Matchstick chega para incendiar a loja do Seu Torresmo e levar o filhote de volta.                                                                       |                                                       |              |                                      |                         |                  |
| 11 | "Dirt Nap" "Sono profundo"                            | Clay Morrow  | Karl Hadrika & Zoë Moss              | 18 de fevereiro de 2022 | 106a             |
| O Vovô Chaleira ouve Xicrinho e Caneco falando sobre sua minhoca de estimação, acreditando erroneamente que eles acham que ele está ficando velho e nojento. Ele tenta impressionar os dois, mas sem sucesso. Ele finalmente os ouve planejando tirar a minhoca moribunda de sua miséria e acredita que eles pretendem matá-lo. Ele pega suas armas para se defender deles e arma diversas armadilhas na casa enquanto eles saem para enterrar a minhoca. O Vovô Chaleira acaba caindo em suas próprias armadilhas e implora aos irmãos para não matá-lo, mas os irmãos rapidamente esclarecem o mal-entendido. |                                                       |              |                                      |                         |                  |
| 12 | "In Charm's Way" "Em perigo"                          | Adam Paloian | Megan Boyd & Fernando Puig           | 18 de fevereiro de 2022 | 106b             |
| Depois de pisar nos óculos do Vovô Chaleira enquanto tenta roubar biscoitos, Xicrinho e Caneco vão para a cidade para consertá-los. Eles encontram a Srta. Cálice, uma vigarista que age meigamente para conseguir coisas grátis cantando e dançando sapateado. Eles a seguem e, eventualmente, pedem que ela lhes ensine seus truques. Ela os ensina como encantar seu caminho para conseguir o que querem, e os coloca à prova fazendo com que eles encantem seu caminho para uma fábrica de biscoitos. O trio começa a aproveitar os biscoitos grátis, mas a Srta. Cálice acidentalmente dispara o alarme silencioso, e a fábrica é cercada pela polícia. Em pânico, Xicrinho e Caneco acidentalmente ficam inconscientes. Com os policiais se aproximando, a Srta. Cálice relutantemente abandona os irmãos, assumindo uma forma fantasmagórica para escapar enquanto a polícia prende os irmãos e os joga na prisão. |                                                       |              |                                      |                         |                  |

### 2.ª Temporada (2022)
| N.º na série | N.º na temp. | Título (no Brasil)                                  | Dirigido por               | História por                                             | Lançamento           | Cód. de produção |
| --- | ------------ | --------------------------------------------------- | -------------------------- | -------------------------------------------------------- | -------------------- | ---------------- |
| 13 | 1            | "Jailbroken" "Fuga da prisão"                       | Adam Paloian               | Megan Boyd & Fernando Puig                               | 19 de agosto de 2022 | 107B             |
| Após a prisão, Xicrinho e Caneco tentam escapar. Porém, a cada tentativa que fazem, são pegos pelos cães de guarda. Pensando que eles nunca vão sair, Caneco decide desistir, mas Xicrinho se recusa a se render, dizendo que tem planos mais infalíveis. Conforme Caneco se acostuma com a vida na prisão, Xicrinho tenta escapar por conta própria, mas acaba na sala da cadeira elétrica. Por causa dessa tentativa fracassada, Xicrinho decide desistir também, mas Caneco, sabendo que não é comum seu irmão se render, diz que tem uma ideia de como sair. Eles tentam sair pegando o próximo barco da lavanderia, mas são descobertos pela Sra. Cyclops, a prisioneira mais temida da prisão, que passa a ajudá-los a escapar. Depois que Caneco acidentalmente pisa nela, a Sra. Cyclops prende os meninos em sua algema e os arremessa para casa. No segundo em que chegam, o Vovô Chaleira diz aos meninos que uma amiga deles (Srta. Cálice) parou para devolver seus óculos e que eles estão de castigo por quebrá-los, o que eles aceitam de bom grado, sabendo que é melhor do que ficar preso na prisão, logo então, eles começam a beijar os pés do Vovô Chaleira, o deixando confuso. |              |                                                     |                            |                                                          |                      |                  |
| 14 | 2            | "Charmed & Dangerous" "Encantados e perigosos"      | Clay Morrow                | Dan Becker & Kennedy Tarrell                             | 19 de agosto de 2022 | 108A             |
| Depois de tentarem dançar para o Vovô Chaleira com as técnicas de dança da Srta. Cálice para conseguirem pegar o pote de biscoitos dele, mas acaba terminando com o Vovô Chaleira ainda se recusando a dar a eles, Xicrinho e Caneco discutem sobre sua amizade com Cálice, pois Xicrinho percebeu que ela não os abandonou de propósito depois de saber que ela devolveu os óculos do Vovô Chaleira, porém Caneco se recusa a admitir isso. De repente, Cálice aparece fugindo de uma multidão enfurecida que a está perseguindo (todos eles são aqueles que ela encantou antes) e visita Xicrinho e Caneco para se desculpar com eles, enquanto os irmãos explicam que eles estavam na prisão (coisa que Cálice não sabia antes), e os três se reconciliam quando trocam alguns apelidos da prisão. Depois de um longo dia de diversão após roubarem o carro do Vovô Chaleira e irem a um concurso de dança, o trio encontra a multidão enfurecida. Caneco tenta argumentar com eles, dizendo-lhes que, apesar de seus golpes, Cálice os fez felizes. No entanto, isso leva a multidão a atacar os meninos também, mas antes que eles possam fazer isso, Cálice assume sua forma fantasmagórica e os assusta. Cálice diz aos meninos que ela vai ficar quieta por um tempo, mas promete vê-los novamente em breve, e faz Xicrinho e Caneco desmaiarem depois que ela diz "Boo" para eles. |              |                                                     |                            |                                                          |                      |                  |
| 15 | 3            | "A High Seas Adventure!" "Uma aventura em alto-mar" | Adam Paloian               | Megan Boyd, Fernando Puig, Benjamin Arcand & Ian Vazquez | 19 de agosto de 2022 |                  |
| Enquanto caminhava pelas docas da Ilha Tinteiro, Xicrinho convence Caneco a eles embarcaram em um navio pirata, mas acidentalmente se jogam no mar. Os meninos conhecem o Capitão Barba-Salgada, o capitão do navio que eles chamam de "Barba", que os leva em sua busca para encontrar sua paixão: Cala Maria, uma criatura meio górgona e meio sereia que é conhecida por transformar qualquer um que ela ponha os olhos em pedra. Quando eles encontram Cala Maria, no entanto, ela transforma Barba em pedra e os naufraga na caverna assustadora onde ela mora. Quando eles acordam na costa, Caneco decide manter sua promessa de ajudar Barba a conquistar o coração de Cala Maria, com Xicrinho concordando a contragosto. Quando eles encontram Cala Maria novamente, Caneco a presenteia com o presente de Barba. Cala Maria beija Barba por seu doce gesto, levando Barba a voltar à forma humana (com pernas de pau) como seu ato de amor por ela. Apesar disso, Cala Maria rejeita Barba como namorado, pois ela está muito focada em sua carreira como monstro marinho, logo então, ela decide comer a tripulação, mas não antes de dar a eles uma vantagem de 10 segundos, Caneco joga o presente de Cala Maria no mar para salvar a todos, permitindo que a tripulação escape de volta para a costa. Durante a fuga, Barba então chama Caneco de um verdadeiro pirata por cumprir sua promessa. Xicrinho escorrega do navio pirata, com Caneco e Barba concordando que ele finalmente conseguiu sua "aventura em alto-mar". |              |                                                     |                            |                                                          |                      |                  |
| 16 | 4            | "Another Brother" "Outro irmão"                     | Adam Paloian               | Megan Boyd & Fernando Puig                               | 19 de agosto de 2022 |                  |
| Depois de uma briga entre Xicrinho e Caneco sobre seus ideais conflitantes quando Xicrinho decide usar um foguete para cruzar um penhasco para chegar ao cinema, Xicrinho sai em busca de um irmão substituto e acaba encontrando uma tigela chamado Garoto Tigela, que é tão impulsivo quanto ele. Depois de um dia de diversão causando estragos, enquanto eles fazem a tentativa do foguete, Xicrinho percebe que o Garoto Tigela é mais louco do que ele quando diz que nunca fez nada disso antes que queria aprender com ele e ser como ele, fazendo com que Xicrinho decida não ficar mais com ele, e o abandona para que a tentativa do foguete falhe em fazê-lo cair e ficar gravemente ferido. Caneco (que também tentou sem sucesso procurar um irmão substituto) retorna a Xicrinho para se desculpar por seu comportamento superprotetor com outro foguete que ele amarrou a si mesmo e faz a tentativa do foguete novamente, que outra vez falha, fazendo eles caírem e se machucarem. Eles então se reconciliam enquanto estão no hospital, mas a paz dura pouco, já que Garoto Tigela (que de alguma forma se recuperou dos ferimentos) é o médico deles. |              |                                                     |                            |                                                          |                      |                  |
| 17 | 5            | "Sweet Temptation" "Doce tentação"                  | Clay Morrow                | Karl Hadrika & Zoë Moss                                  | 19 de agosto de 2022 | 103A             |
| Em uma paródia de Hänsel und Gretel, Xicrinho é instruído a aprender sobre como resistir à tentação depois de comer os doces de Halloween que sobraram de Caneco. Enquanto vagava pela floresta, Xicrinho descobre um mundo feito inteiramente de doces chamado Terra do Açúcar, onde a governante, a Baronesa Bombom, permite que ele coma o que quiser com a condição de não contar a ninguém sobre a Terra do Açúcar e não comer seu castelo. Recusando inicialmente a tentação, Xicrinho rapidamente corre até Caneco para dizer a ele que aprendeu a lição, mas vendo como Caneco ainda está chateado com a provação e continuará até que Xicrinho substitua seu doce de Halloween, ele relutantemente quebra a primeira regra da Baronesa ao contar a ele sobre a Terra do Açúcar. Depois que os irmãos se deliciam com todos os doces que podem comer, Caneco acidentalmente quebra a segunda regra ao comer uma parte do castelo da Baronesa, fazendo com que eles se transformem em doces, e sendo perseguidos pela Baronesa, que revela que ela come pessoas que se transformam em doces depois de quebrar uma ou ambas as regras. Os irmãos conseguem escapar da Terra do Açúcar, mas mantêm suas formas de doces, tentando o Vovô Chaleira a comê-los. |              |                                                     |                            |                                                          |                      |                  |
| 18 | 6            | "The I Scream Man" "O cara do sorvete"              | Adam Paloian               | Benjamin Arcand & Ian Vazquez                            | 19 de agosto de 2022 |                  |
| Enquanto Xicrinho e Vovô Chaleira estão fora, Caneco finge estar doente para não ir, a fim de obter um pouco de paz para si mesmo, para que ele possa ler um livro sobre um pirata chamado Barbaneco e sua tripulação pirata, mas depois de chegar à parte em que Barbaneco tenta beijar uma personagem parecida com Cala Maria, várias vezes, ele se vê sendo repetidamente perturbado por um sorveteiro mal-humorado. Depois de gritar furiosamente com ele, Caneco rapidamente percebe seu erro (depois de se imaginar como Barbaneco sendo rejeitado pela personagem parecida com Cala Maria por gritar com o sorveteiro e se recusar a beijá-lo) e procura o sorveteiro para se desculpar com ele, apenas para ficar irritado novamente quando o sorveteiro diz a ele que ganhou um chapéu novo (devido a Caneco criticar seu chapéu original durante seu discurso raivoso). O sorveteiro então estraga o final do livro, fazendo com que um Caneco enlouquecido o espancasse em retaliação, enquanto Xicrinho e Vovô Chaleira chegam em casa e acreditam que ele está "se sentindo melhor". Nota: Este é o primeiro episódio em que Xicrinho atua como personagem secundário. |              |                                                     |                            |                                                          |                      |                  |
| 19 | 7            | "Piano Lesson" "Aula de piano"                      | Clay Morrow                | Dan Becker & Kennedy Tarrell                             | 19 de agosto de 2022 |                  |
| Caneco está sendo treinado por seu professor de piano, Ludwig, em preparação para um próximo concurso onde o grande prêmio é de US$ 10.000. No entanto, Caneco prova ser inepto em tocar piano corretamente, e Xicrinho, que inicialmente está desinteressado, executa uma peça de ragtime improvisada perfeitamente. Como resultado, Ludwig agora considera Xicrinho seu aluno estrela, deixando Caneco extremamente ciumento. Depois de ver como Xicrinho se recusa a deixar de se apresentar no concurso porque quer o dinheiro, Caneco decide montar uma armadilha de piano caindo na sala de concertos onde o concurso será realizado. No entanto, quando Caneco chega em casa, ele descobre que Xicrinho também está em casa, dizendo que Ludwig nunca foi buscá-lo. Ao entrar em sua casa, eles ouvem no rádio a peça musical de Xicrinho sendo tocada por Ludwig; Acontece que Ludwig planejou plagiar as melhores peças de seus alunos para ganhar os concursos para si mesmo. De repente, a armadilha de Caneco ativa e esmaga Ludwig, fazendo Xicrinho se reconciliar com seu irmão, apenas para ter problemas depois que Xicrinho diz que os lagostins são apenas pequenas lagostas, fazendo com que uma lagosta gigante e musculosa chegue e os espanque. |              |                                                     |                            |                                                          |                      |                  |
| 20 | 8            | "Release the Demons!" "Libere os demônios!"         | Adam Paloian & Clay Morrow | Benjamin Arcand & Ian Vazquez                            | 19 de agosto de 2022 |                  |
| Atormentado por seus fracassos anteriores em obter a alma de Xicrinho enquanto seu pelo cresce novamente, o Diabo busca vingança enviando seus terceiros melhores demônios (ele acidentalmente oblitera os dois primeiros grupos de melhores demônios com raiva ao tentar explicar todas as vezes que Xicrinho o envergonhou) e Rei Dado acima do solo para capturar a caneca. Enquanto isso, Xicrinho e Caneco vão a um labirinto com fantoches assustadores na feira, para que este último tente provar algo que aconteceu quando eles eram pequenos e que Xicrinho nega (Xicrinho congela de terror ao ver um fantoche de cabeça de cavalo). Rei Dado, desesperado para se redimir aos olhos do Diabo, se livra dos demônios enganando-os para que se ataquem para que ele mesmo possa capturar o próprio Xicrinho, levando o Diabo a liberar seus Quatro Cavaleiros que induzem o terror ao saber o que aconteceu, o que assusta Xicrinho, Caneco e Rei Dado à vista e todos eles congelam de terror. Depois que eles falharam devido a Caneco involuntariamente assustar os cavalos dos Cavaleiros com o fantoche de cavalo, o Diabo decide ir capturar Xicrinho sozinho, mas Stickler chega antes dele ir e revela ao Diabo que a dívida da alma de Xicrinho expirou porque as dívidas estão limitadas a 30 dias, que foi o total de dias que se passaram, o que significa que a alma de Xicinho pertence ao seu dono original, deixando a tentativa de levar sua alma agora oficialmente desautorizada. O Diabo tenta obliterar Stickler com seu tridente, mas Stickler sai ileso, revelando que Stickler está usando o suéter invisível. Consternado com isso, o Diabo decide desistir e voltar para o Submundo, apenas para o elevador quebrar com ele e Stickler dentro. |              |                                                     |                            |                                                          |                      |                  |
| 21 | 9            | "Dead Broke" "Mortalmente falidos"                  | Adam Paloian               | Megan Boyd & Fernando Puig                               | 19 de agosto de 2022 |                  |
| Após um reencontro esperado, Xicrinho, Caneco e a Srta. Cálice vão buscar um sorvete, mas depois que seu sorvete é retirado por falta de grana, eles adotam um golpe como "removedores de fantasmas" para ganhar dinheiro de todos. No entanto, eles acabam com mais do que esperavam quando encontram e involuntariamente liberam quádruplas de irmãs fantasmagóricas dizendo seus nomes abaixo de suas respectivas pinturas, que estão presas dentro das pinturas há anos e querem trocar de lugar com eles antes que o relógio marque 12, que fará com que quem ou o que estiver preso nas pinturas seja permanentemente apreendido. Depois de uma longa perseguição, as quádruplas irmãs prendem Xicrinho e Caneco por 100 anos, mas antes de finalizarem, Cálice aparece em sua forma fantasma e prende as quádruplas quando o relógio marca 12 horas, Xicrinho, Caneco e Cálice escapam e acham que estão com o dinheiro para pegar o sorvete, mas descobrem que o cofrinho com o dinheiro sumiu; logo depois, é revelado que foi acidentalmente preso no retrato com as quádruplas e, como a pintura agora foi permanentemente apreendida, o cofrinho agora está inacessível, a menos que o mesmo evento aconteça novamente. |              |                                                     |                            |                                                          |                      |                  |
| 22 | 10           | "Rats All, Folks" "Por hoje é só, ratinho"          | Clay Morrow                | Karl Hadrika, Zoë Moss & Casey Alexander                 | 19 de agosto de 2022 |                  |
| As tentativas de Xicrinho e Caneco de preparar um bolo surpresa para o Vovô Chaleira são repetidamente prejudicadas por um rato com sotaque alemão chamado Werner Werman (a quem eles acidentalmente encontraram depois que se esqueceram de fechar a porta), que tenta reivindicar a casa para si. Eles tentam impedi-lo de sair, preparando o chão com armadilhas para ratos, golpeando-o, explodindo-o com uma trombeta, pegando o gato selvagem mais feroz do mundo e usando queijo como isca, mas são frustrados pela engenhosidade astuta de Werner,, suas invenções e algum tipo de azar, quando ele finalmente come o bolo, ele os prende na parede com utensílios de cozinha. Vovô Chaleira descobre e depois de ser informado por Xicrinho e Caneco sobre Werner, ele decide lutar contra Werner, finalmente induzindo-o a assinar um papel de escritura com dinamite depois que Werner ameaça matar Xicrinho e Caneco, que explode em Werner e destrói a casa, forçando ele a sair aborrecido. O Vovô Chaleira diz aos meninos para fecharem a porta, sem perceber a destruição da casa. |              |                                                     |                            |                                                          |                      |                  |
| 23 | 11           | "Say Cheese!" "Diga "xis""                          | Clay Morrow                | Dan Becker & Kennedy Tarrell                             | 19 de agosto de 2022 |                  |
| A tentativa do Vovô Chaleira de obter um retrato de família perfeito é mais difícil do que parece quando Xicrinho e Caneco continuam brigando por filmes e parques de diversões, especialmente depois que os irmãos descobrem inadvertidamente um anúncio revelando um segredo humilhante do passado do Vovô Chaleira: ele foi o vencedor de um concurso de bebês quando bebê, mas sofreu bullying quando criança por causa disso, o que o fez destruir os anúncios exibidos durante sua juventude com a intenção de não querer que nenhum resquício daquela parte de seu passado permanecesse. Ao voltarem para casa, os irmãos decidem chantagear o Vovô Chaleira com a foto na tentativa de fazê-lo concordar com suas exigências. Não querendo ser humilhado novamente, Vovô Chaleira tenta pegar a câmera de volta, mas ela é acidentalmente destruída por Xicrinho e Caneco, mesmo com as evidências destruídas, enquanto Xicrinho e Caneco continuam brigando por parques de diversões ou filmes, Vovô Chaleira fica enfurecido e persegue os irmãos pela cidade com a intenção de matá-los porque sabem demais, apenas para serem presos pela polícia apícola por agirem como loucos, junto com Xicrinho e Caneco por sua fuga da prisão da fábrica de biscoitos. Os irmãos e o Vovô Chaleira se reconciliam quando ele diz que podem usar suas fotos tiradas na cadeia como um retrato de família. |              |                                                     |                            |                                                          |                      |                  |
| 24 | 12           | "Lost in the Woods" "Perdidos na floresta"          | Clay Morrow                | Jules Bridgers                                           | 19 de agosto de 2022 |                  |
| No outono, o Vovô Chaleira envia Xicrinho e Caneco para procurarem mais madeira na floresta perto de sua casa para se preparar para o inverno. No entanto, a imprudência de Xicrinho, especificamente lançando coisas importantes com fogos de artifício no espaço e explodindo-os por diversão, força ele e Caneco a se virarem por conta própria quando se perdem na floresta. Depois de uma briga, eles decidem seguir em direções diferentes. Depois de vagar por conta própria e se tornar carente e voraz, Xicrinho encontra Caneco em uma cabana construída por ele mesmo e eles brigam por ela depois que Caneco o dispensa com rancor por colocá-los nesta confusão, apenas para o Vovô Chaleira, tendo feito todo o trabalho, aparecer inesperadamente, fazendo-os perceber que estavam perto de casa o tempo todo. Caneco pede desculpas a Xicrinho pelo que aconteceu, mas, no entanto, Xicrinho, que parece não ter aprendido a lição, o amarra a um grande foguete e o explode no espaço, enquanto Xicrinho começa a rir. |              |                                                     |                            |                                                          |                      |                  |
| 25 | 13           | "The Devil's Pitchfork" "Tridente do diabo"         | Clay Morrow                | Karl Hadrika & Zoë Moss                                  | 19 de agosto de 2022 | 108B             |
| Depois de ver como sua reputação no Submundo foi arruinada por ter perdido o prazo antes que a dívida da alma de Xicrinho expirasse, o Diabo decide causar o caos na Ilha Tinteiro na tentativa de conseguir sua reputação de volta, mas perde seu tridente na floresta. Enquanto isso, Caneco agloba a bicicleta de Xicrinho na sua, transformando-a em uma bicicleta tandem, enquanto o Diabo procura por seu tridente. Xicrinho e Caneco acabam encontrando, testam e se divertem com ele na Ilha Tinteiro, mas quando Xicrinho termina de criar uma estátua de Caneco chamada "Monte Mugmore" (que Caneco não teve tempo de ver), o Diabo chega e descobre que eles são os culpados. Xicrinho finge devolver o tridente e então acerta o Diabo com ele, antes que este acidentalmente revele a dívida expirada da alma enquanto lhe dá uma epifania, deixando Xicrinho e Caneco surpresos e felizes, mas Xicrinho ainda se recusa a devolver o tridente. Enfurecido, o Diabo diz que já que Xicrinho levou "algo de grande valor para ele", ele fará o mesmo, sequestrando Caneco e levando-o para o Submundo, deixando Xicrinho pasmo e arrasado. |              |                                                     |                            |                                                          |                      |                  |

### 3.ª Temporada (2022)
| N.º na série | N.º na temp. | Título (no Brasil)                                     | Dirigido por               | História por                                               | Lançamento             | Cód. de produção |
| --- | ------------ | ------------------------------------------------------ | -------------------------- | ---------------------------------------------------------- | ---------------------- | ---------------- |
| 26 | 1            | "The Devil's Revenge!" "Achado não é roubado!"         | Adam Paloian               | Benjamin Arcand & Ian Vazquez                              | 17 de novembro de 2022 | 109A             |
| Após a captura de Caneco, Xicrinho tristemente retorna à sua casa. Após uma conversa com o Vovô Chaleira (sem mencionar o Diabo), Xicrinho decide encontrar uma maneira de resgatar Candco. Enquanto isso, no Submundo, onde ele está preso, o Diabo e o Escudeiro discutem sobre o que fazer com ele. O Diabo aposta que pode roubar o espírito de Caneco antes que o relógio marque meia-noite, mas o Escudeiro transforma isso em uma aposta real, com o Diabo tendo que levar Escudeiro em "uma viagem com todas as despesas pagas para o lugar que ele quiser" se o primeiro perder, com Escudeiro garantindo que o Diabo não trapaceie. Xicrinho liga devastadoramente para Quadratus, que está de férias no Havaí, para contar a ele que o Diabo sequestrou Caneco; Xicrinho aprende sobre a Antiga Propriedade do Tridente ("Achado Não É Roubado Quem Perdeu Foi Relaxado") e ganha um pedaço de giz que pode levá-lo ao Submundo. Xicrinho vai para o Submundo, apavorado com o que acontecerá. Lá, Caneco joga bolinhas de gude para passar o tempo até que Xicrinho o resgatar enquanto o Diabo tenta e falha em roubar o espírito de Caneco. Enquanto o Diabo discute com Escudeiro sobre rebobinar o relógio para ter mais tempo para ganhar a aposta depois que Escudeiro o vê trapaceando, Xicrinho finalmente resgata Caneco, mas o Diabo é alertado por Escudeiro e os persegue por todo o Submundo. Xicrinho usa o tridente para destruir a sala do trono do Diabo e o Diabo acidentalmente destrói seu cofre de almas enquanto avança em direção a eles, liberando todas as almas novamente, com Xicrinho também destruindo todos os tubos de alma e coletores. Após uma longa perseguição, Xicrinho lembra o Diabo sobre a Propriedade do Tridente e eles fazem um acordo (que foi ideia de Xicrinho), ele devolve o tridente em troca de Caneco. Irritado com os irmãos o provocando, o Diabo com raiva força Xicrinho e Caneco a sair do Submundo e conserta as coisas que Xicrinho destruiu, junto com seu cofre de almas, antes de perceber que seu tridente estava alguns problemas. Xicrinho vai para o Carna-mal que foi novamente reconstruído e joga Bola da Alma mais uma vez com uma "super sequência", para grande consternação de Caneco, já que foi o que causou a dívida de Xicrinho com o Diabo, e Escudeiro viaja para o Havaí (depois de ganhar a aposta devido a Caneco escapar), onde ele se junta a Quadratus. |              |                                                        |                            |                                                            |                        |                  |
| 27 | 2            | "Don't Answer The Door" "Não abram a porta"            | Adam Paloian               | Fernando Puig                                              | 17 de novembro de 2022 |                  |
| Em uma sequência de "Baby Bottle", Xicrinho e Caneco pregam uma peça no Vovô Chaleira usando uma bateria de carro para dar um choque nele. O Vovô Chaleira, satisfeito por os irmãos estarem fazendo algo além de brigar entre si, sai de casa para depilar o bigode. Os dois imediatamente começam a brigar, até que a campainha toca, e eles veem uma cesta, que supostamente fica Mamadeira, o bebê que os atormentou e o Vovô Chaleira antes, de volta à porta. Os meninos ficam com medo e se escondem até que finalmente concluem que se não deixarem o Mamadeira entrar, ele não poderá machucá-los. Enquanto os dois jogam damas, Xicrinho e Caneco decidem verificar a porta novamente após ouvir um rosnado, onde encontram um urso que rouba a cesta. Xicrinho fica relaxado, mas Caneco afirma que não importa o quão malvado seja o Mamadeira, eles não podem deixá-lo ser comido por um urso. Os dois procuram relutantemente por Mamadeira e, eventualmente, descobrem que o urso já o comeu. Os meninos voltam correndo para a casa do Vovô Chaleira chorando e contam a ele o que aconteceu. O Vovô Chaleira ri e diz aos meninos que não era a mamadeira, mas uma mamadeira comum de leite que ele embrulhou e colocou na cesta como vingança pela pegadinha. Então, o urso entra em casa, assustando os três, até que ele diz que estava apenas devolvendo a cesta e que não deveriam deixar leite aberto para ele comer. Então, o verdadeiro Mamadeira é encontrado na soleira da porta. O urso se aproxima dele, acreditando que ele seja outra garrafa de leite, mas Mamadeira bate no urso e o Vovô Chaleira fecha a porta, com os três aliviados por estarem seguros. |              |                                                        |                            |                                                            |                        |                  |
| 28 | 3            | "Cup-Staged" "Ofuscado"                                | Clay Morrow                | Dan Becker & Kennedy Tarrell                               | 17 de novembro de 2022 |                  |
| Quando o Diabo se apresenta para Escudeiro e seus demônios, apenas Escudeiro gosta da atuação. Irritado com a falta de cultura de seus demônios, o Diabo decide entrar no ramo do teatro. Enquanto isso, a dona do teatro, Sally Stageplay, faz audições para sua nova ópera espacial, "Cup-Rogers contra O Meteoro". Xicrinho, Caneco e o Diabo lutam pelo papel de "Cup-Rogers" nas audições. Xicrinho sobe uma escada para cair em um copo d'água, mas o Diabo o afasta o copo usando magia, fazendo com que Xicrinho caia no chão do palco. O Diabo dança com seus demônios, mas Xicrinho derrama óleo no chão fazendo o Diabo escorregar do palco. Caneco controla seu medo de palco (como já mostrado em "Roll the Dice" e "Root Packed") vendando-se enquanto recita versos de Júlio César para fazer o teste. No entanto, Xicrinho e o Diabo conspiram juntos e ofuscam Caneco, desqualificando o trio. Na grande noite da ópera espacial, Cup-Rogers, junto com Catman, acabam sendo interpretados pela própria Sally, com o Diabo sendo um figurante de cena enquanto Xicrinho e Caneco são os garotos da cortina, com Xicrinho tendo que fazer o trabalho para ele, já que Caneco, que estava paralisado de terror, também tem "medo de bastidores". |              |                                                        |                            |                                                            |                        |                  |
| 29 | 4            | "Roadkill" "Atropelamento"                             | Clay Morrow & Adam Paloian | Nick Lauer & Austin Faber                                  | 17 de novembro de 2022 | 116A             |
| O Diabo tenta aproveitar seu dia, mas descobre que seus pertences, incluindo o Escudeiro, foram confiscados por um feitiço chamado "As Bolhas do Fracasso", que engloba tudo o que o Diabo ama. Isso se deve ao fato de ele não conseguir coletar uma única alma em meses. Stickler informa ao Diabo que se ele não conseguir coletar uma única alma em um dia útil, todos os seus pertences permanecerão permanentemente apreendidos. Como tal, o Diabo mesquinhamente decide ir atrás da alma de Xicrinho novamente, apesar de ter dito que qualquer alma serviria. Mas ao longo do caminho, ele é atropelado pelo carro do Vovô Chaleira depois de segui-los para ficar de olho em Xicrinho e Caneco enquanto eles vão ao cinema. O Vovô Chaleira o acolhe, confundindo-o com uma humilde gatinha doméstica, a quem ele chama afetuosamente de "Sra. Miau-Miau", onde ele o trata e mima como uma, causando ciúmes em sua cabra de estimação, e Xicrinho e Caneco zombam do Diabo. Inicialmente, o Diabo decide reivindicar a alma do Vovô Chaleira para cumprir os requisitos, mas quando o Vovô Chaleira diz ao Diabo o quanto o ama, o Diabo decide levar a alma de outra pessoa. O Sr. Telefone aparece na porta do Vovô Chaleira como um vendedor de escovas de porta em porta, então o Diabo decide coletar sua alma. O Diabo retorna ao Submundo e entrega a alma do Sr. Telefone para Stickler, cumprindo os requisitos e dissipando as Bolhas do Fracasso. Ele expulsa Stickler e Escudeiro antes de brincar secretamente com um novelo de lã que trouxe com ele e o Vovô Chaleira então confunde a cabra com a "Sra. Miau-Miau" e leva a cabra de volta com ele, deixando ela satisfeita. |              |                                                        |                            |                                                            |                        |                  |
| 30 | 5            | "Holiday Tree-dition" "Árvore de Natal"                | Clay Morrow                | Jared Morgan & Zoë Moss                                    | 17 de novembro de 2022 |                  |
| O Natal está chegando, então o Vovô Chaleira faz Xicrinho e Caneco irem à loja do Seu Torresmo para comprar a árvore de Natal perfeita como parte da "tradição do feriado". No entanto, Seu Torresmo vende todas as suas árvores antes que os meninos possam comprá-las. Em vez disso, ele sugere que os meninos achem sua própria árvore. Xicrinho e Caneco eventualmente encontram uma árvore nas montanhas e planejam trazê-la para casa para o Vovô Chaleira, mas ela escorrega na neve enquanto eles lutam para ver quem trará a árvore para casa. Eles a alcançam, mas acabam em uma caverna cheia de ursos. Então, os irmãos e a árvore deslizam pelas montanhas até acabarem em um galpão cheio de serras industriais. Apesar do caos, Xicrinho, Caneco e a nova árvore sobrevivem milagrosamente quando voltam para casa, onde eles e o Vovô Chaleira enfeitam a árvore com luzes de Natal. No entanto, quando eles ligam as luzes, a árvore leva um choque com a eletricidade e queima até ficar torrada. Xicrinho e Caneco inicialmente choram por arruinar a árvore, a tradição do feriado e o Natal, mas o Vovô Chaleira os perdoa, dizendo que a tradição era principalmente sobre família e fazer coisas juntos. Os irmãos e o Vovô Chaleira continuam comemorando. |              |                                                        |                            |                                                            |                        |                  |
| 31 | 6            | "A Very Devil Christmas" "Um Natal do diabo"           | Adam Paloian               | Karl Hadrika, Benjamin Arcand, Fernando Puig & Ian Vazquez | 17 de novembro de 2022 |                  |
| Em uma paródia de The Santa Clause, o Diabo alegremente causa estragos na Ilha Tinteiro na véspera de Natal. Ao fazer isso, ele tropeça em um trem choo-choo que está em uma vitrine de uma loja de brinquedos. Ele também ouve uma criança sendo contada por sua mãe que ele não conseguiu os brinquedos que queria no ano passado porque acabou na lista de travessuras do Papai Noel. Isso leva o Diabo a perguntar ao Escudeiro como ele pode entrar na lista boa do Papai Noel. Inicialmente, Escudeiro protesta contra isso dizendo que a lista boa não é exatamente o 'tipo de lista' do Diabo porque ele é mau, mas ele segue o exemplo de seu chefe em seu esquema para entrar na lista boa do Papai Noel. Eles viajam para o Polo Norte e encontram o Papai Noel, que diz ao Diabo que ele está no topo da lista dos travessos, mas se puder ser bonzinho até a meia-noite, vai reconsiderar. Essa sugestão falha miseravelmente, o que leva o Papai Noel a tomar medidas drásticas ao lançar um feitiço ritual sobre o Diabo que gradualmente o transforma no próprio Papai Noel. A única maneira do Diabo reverter o feitiço é cumprir as funções do Papai Noel. O Diabo relutantemente concorda em fazer isso e entrega presentes para todos os garotos bons da Ilha Tinteiro. No entanto, o Diabo se encolhe quando Escudeiro diz a ele que a última casa para a qual ele tem que entregar presentes é a casa de Xicrinho e Caneco. Quando ele chega, ele relutantemente entrega todos os presentes, mas fica surpreso ao descobrir que um dos presentes - especificamente para Xicrinho - é o trem choo-choo que ele viu na loja de brinquedos. Lembrando-se das vezes em que foi humilhado por Xicrinho, o Diabo planeja ficar com o presente para si, mas Xicrinho o pega sem saber que está cumprindo os deveres de Papai Noel. Xicrinho admite que não tem sido um bom garoto ultimamente, mas poder ver o Papai Noel pessoalmente compensou isso. Surpreendentemente, o Diabo se emociona e acaba dando o trem choo-choo para Xicrinho. Este único ato de bondade coloca o nome do Diabo na lista dos bons. O Diabo e o Escudeiro retornam ao Polo Norte e o feitiço é suspenso. O Diabo pergunta ao Papai Noel se ele vai pegar seu trem choo-choo agora, mas Papai Noel afirma que recebeu algo mais valioso: a alegria de ser bonzinho. Enfurecidos e chateados, o Diabo e o Escudeiro retornam ao Submundo, onde o Diabo fica surpreso ao encontrar um trem choo-choo gigante em sua sala do trono. Imediatamente, o humor do Diabo muda positivamente, e ele gosta imensamente de seu novo trem choo-choo, acreditando que o Papai Noel cumpriu sua promessa, quando na verdade, o Escudeiro secretamente construiu o trem para ele. No final, ele deseja um feliz Natal ao Diabo. Nota: Este é o episódio mais longo da série, com duração de 30 minutos. Ele funciona mais como um especial de Natal autônomo, sendo também o segundo episódio na qual Xicrinho atua como personagem secundário. O Diabo atua como um protagonista anti-heróico, sendo esta a primeira e até agora única vez. Este também é o primeiro episódio a não apresentar Caneco, apenas sendo mencionado no seu presente. |              |                                                        |                            |                                                            |                        |                  |
| 32 | 7            | "Special Delivery" "Entrega especial"                  | Clay Morrow                | Jared Morgan & Zoë Moss                                    | 17 de novembro de 2022 |                  |
| Em uma sequência de "Ribby & Croaks", o contato de entrega de Seu Torresmo, Jerry, chega à loja para deixar um pacote que deve ser entregue a Escoaxo no Armadilha de Mosca antes do pôr do sol, mas é nocauteado depois que Xicrinho, Caneco e a bola de beisebol da Srta. Cálice quebram a janela de Seu Torresmo. Devido ao encontro anterior de Xicrinho e Caneco com Escoaxo e Sopapo, Seu Torresmo dá disfarces aos irmãos e Cálice. Xicrinho, Caneco e Cálice dão uma olhada no conteúdo do pacote e ficam surpresos ao encontrar um par de sapatos. De volta à loja de Seu Torresmo, Jerry acorda e murmura incoerentemente sobre o pacote, dizendo que os sapatos são sapatos explosivos que serão ativados ao pôr do sol, fazendo com que Seu Torresmo se sinta mal e tente, sem sucesso, limpar a consciência do que fez. No caminho para o Armadilha de Mosca, Xicrinho e Cálice decidem cumprir sua promessa de entregar os sapatos para Escoaxo, mas Caneco quer ficar com os sapatos para si. O trio briga pelos sapatos, mas o pacote acaba nas mãos de Escoaxo mesmo assim. No final, é revelado que Sopapo era o remetente, e ele enviou os sapatos para Escoaxo como vingança por uma briga que tiveram. Os dois irmãos sapos se reconciliam e, por fim, recusam o pacote e fazem Xicrinho, Caneco e Cálice devolvê-lo ao Seu Torresmo. Quando eles voltam para a loja, Seu Torresmo, que estava prestes a sair e ir salvá-los, devolve ao trio a bola de beisebol e os manda embora agressivamente antes que os sapatos explodam, destruindo a loja de Seu Torresmo novamente, levando Seu Torresmo a ficar irritado e culpar o trio. A explosão alerta o Diabo, que descobre pelo comentário de Seu Torresmo que Xicrinho, Caneco e Cálice foram os responsáveis. Além disso, ele percebe e olha para Cálice e descobre que ela se tornou amiga dos irmãos, afirmando que sua amizade com eles será muito útil para ele, dando uma dica de que algo suspeito está acontecendo entre eles. |              |                                                        |                            |                                                            |                        |                  |
| 33 | 8            | "Down & Out" "Dado"                                    | Adam Paloian               | Benjamin Arcand, Ian Vazquez & Sam Kessler                 | 17 de novembro de 2022 |                  |
| Depois de ser despedido pelo Diabo em "Roll the Dice", Rei Dado perde toda a sua fortuna e fama e fica sem-teto. Ele inicialmente culpa Xicrinho por sua queda (já que Xicrinho participou de Roll the Dice e perdeu, causando a demissão de Rei Dado), mas Xicrinho, que planeja se tornar um gerente de negócios com Caneco fazendo um ato de ventriloquismo, se oferece para se tornar o empresário de Rei Dado e o ajuda a recuperar sua carreira. Xicrinho, Caneco e Vovó Chaleira o repaginam e começam seu clube em um celeiro vazio. Com o tempo, o retorno de Rei Dado se torna um grande sucesso. Enquanto isso, no Submindo, o Diabo e o Escudeiro estão morrendo de tédio com as apresentações de negócios de Stickler e vão buscar diversão na superfície quando Stickler não está olhando. Eles decidem ir ao clube no celeiro, onde encontram Rei Dado. O Diabo tenta confrontar Rei Dado, mas ele revela que está trabalhando para coletar a alma de Xicrinho e conseguir seu emprego de volta o tempo todo, criando um contrato comercial que também dará a posse de sua alma ao Diabo. No entanto, quando Rei Dado chama sua atenção, Xicrinho declina inesperadamente e com indiferença, revelando que o ato de ventriloquismo de Caneco agora é inesperadamente mais valioso. Devastado, Rei Dado vai embora, mas o Diabo decide aceitá-lo de volta, afirmando que agora ele iria entreter todos os demônios no Submundo com seu talento. Rei Dado aceita de bom grado e retorna ao Submundo. |              |                                                        |                            |                                                            |                        |                  |
| 34 | 9            | "Joyride" "Passeio divertido"                          | Clay Morrow                | Nick Lauer & Austin Faber                                  | 17 de novembro de 2022 |                  |
| Após os eventos de "Special Delivery", o Vovô Chaleira leva Xicrinho e Caneco para a cidade para um dia divertido. Eles dirigem até a ótica para comprar óculos de sol caros. Quando eles saem, o Vovô Chaleira sapateia para fora da loja com eles. Imediatamente, é revelado que a Srta. Cálice possuiu o Vovô Chaleira para levar os meninos para a cidade. O trio não pensa nisso e decide continuar o dia de diversão, deixando o Vovô Chaleira para trás, sem se lembrar do que aconteceu. Eles bebem cerveja de raízes e pregam peças nos habitantes da cidade, possuindo-os e forçando eles a fazerem sapateado. Por fim, eles vão ao parque de diversões e decidem fazer fortuna. Mas a fortuna de Cálice acaba sendo um cartão de visita do Diabo. Ela esconde de Xicrinho e Caneco perguntando se eles querem pegar um pouco de algodão doce, e mente dizendo para eles irem em frente e que ela os alcançará. No entanto, ela vai para um beco onde o Escudeiro a cumprimenta e acompanha Cálice assustada para o Submundo, pois o Diabo quer falar com ela, o que ela descobriu no cartão. |              |                                                        |                            |                                                            |                        |                  |
| 35 | 10           | "Dance With Danger" "Brincando com o perigo"           | Clay Morrow                | Jared Morgan & Zoë Moss                                    | 17 de novembro de 2022 |                  |
| Enquanto se dirige para o Submundo, a Srta. Cálice tem um flashback de sua história de vida. Quando criança, ela morava em um orfanato sob a autoridade abusiva de suas cuidadoras pinguins. Insatisfeita com sua vida no orfanato, principalmente quando as zeladoras pinguins se recusavam a deixá-la expressar seu amor pela dança, ela foge das zeladoras e acaba em um beco. Enquanto procura por comida, ela fica enojada com um inseto rastejando em seu braço, fazendo-a realizar uma dança curta e inesperada, fazendo com que um transeunte lhe dê algum dinheiro por ser tão charmosa. Agora encontrando um propósito em sua vida, Cálice passa os próximos anos encantando os cidadãos da Ilha Tinteiro para conseguir coisas de graça e cuidando para ser sempre a número um. Um dia, durante uma apresentação, ela é repentinamente atropelada por um bonde, matando-a e enviando sua alma para o Submundo, onde ela encontra o Diabo. Cálice é influenciada pelo Diabo a fazer um acordo com ele onde, se ela fizer um favor aleatório para ele, ela pode ter seu corpo de volta. Depois que o negócio é feito, Cálice volta à vida, além de ganhar a habilidade de também assumir uma forma fantasmagórica, e começa a roubar a ótica para fugir de um policial após ser pega esquecendo de pagar no mercado, revelando que ela fez seu acordo com o Diabo no mesmo dia em que conheceu Xicrinho e Caneco, que também foi o dia em que ela começou a procurar alguém que não fosse o número um. Depois que o flashback de Cálice termina, ela chega ao Submundo e se encontra com o Diabo, que a lembra do favor aleatório que ela prometeu cumprir. Porém, por saber que ela é amiga de Xicrinho e Caneco, o Diabo revela que o favor que ele quer é que ela os traia, deixando Cálice assustada. Nota: Este é tecnicamente o primeiro episódio em que Xicrinho e Caneco estão ausentes; eles aparecem apenas em um flashback sobre o que aconteceu no final da primeira temporada. |              |                                                        |                            |                                                            |                        |                  |
| 36 | 11           | "The Devil & Ms. Chalice" "O Diabo e senhorita Cálice" | Adam Paloian               | Benjamin Arcand & Michael Ruocco                           | 17 de novembro de 2022 |                  |
| Depois de tentar e eventualmente falhar em distrair o Diabo dançando com ele e sendo interrompida por Stickler, a Srta. Cálice se recusa a trair Xicrinho e Caneco, mas o Diabo a força, ameaçando matá-la. O Diabo diz a Cálice que ela precisa fazer Xicrinho e Caneco assinarem um contrato que obriga os dois irmãos a dever suas almas ao Diabo. No entanto, antes que Xicrinho e Caneco possam assiná-lo, Cálice não consegue fazer isso e conta tudo a eles. Enfurecido, o Diabo se prepara para matar Cálice até que ela diga que pelo menos morrerá como a melhor dançarina do mundo, o Diabo fica furioso e oferece a ela um duelo de dança após eles continuarem discutindo sobre quem é o melhor dançarino do mundo, trazendo os residentes da Ilha Tinteiro e do Submundo para vê-los em uma arena demoníaca. Depois de um longo duelo, Cálice quase vence até que acidentalmente tropeça em algumas bolinhas de gude que Xicrinho tinha lhe dedo de presente. Pouco antes de o Diabo poder acabar com Cálice, Xicrinho o impede e o desafia para um jogo de pedra-papel-tesoura para salvar Cálice, oferecendo a alma dele e de Caneco ao Diabo e a Cálice se ele perder. O Diabo aceita, mas Xicrinho o vence facilmente mesmo depois que o Diabo pede mais rodadas, forçando o Diabo a finalmente aceitar a derrota para sempre após ser gritado por Caneco, enquanto o Escudeiro lhe diz que ele fará um banho com bolhas para ele. Xicrinho, Caneco e Cálice são então celebrados pelos habitantes da Ilha Tinteiro como os heróis da ilha. No mês seguinte, depois de não encontrar o Diabo novamente, o trio descobre que o Diabo abriu um cassino (dos eventos originais do jogo). Isso atrai o interesse de Xicrinho, para grande consternação de Caneco e Cálice, fazendo eles perseguirem Xicrinho até o cassino. |              |                                                        |                            |                                                            |                        |                  |

## Desenvolvimento
Em julho de 2019, foi anunciado que a Netflix havia dado sinal verde para a série. Chad e Jared Moldenhauer do Studio MDHR são produtores executivos, juntamente com Dave Wasson, CJ Kettler do King Features Syndicate e Cosmo Segurson atuando como produtor coexecutivo. Clay Morrow e Adam Paloian são diretores supervisores. A série é animada pela Lighthouse Studios, uma divisão formada em Kilkenny entre a Mercury Filmworks e a Cartoon Saloon, e a animação em stop motion foi fornecida pela Screen Novelties. A série foi lançada pela primeira vez no Festival de Cinema de Animação de Annecy, em junho de 2020, com o anúncio de que a música da série foi composta por Ego Plum.

## Lançamento
A primeira temporada foi lançada com 12 episódios em 18 de fevereiro de 2022. A Netflix encomendou a produção de mais 36 episódios, a serem lançados como três grupos separados de episódios, para um total de 48. Em uma das surpresas no site Cuphead Countdown, foi anunciado que a segunda temporada será lançada no verão de 2022.

## Recepção
No site agregador de resenhas Rotten Tomatoes, 67% dos 15 críticos deram à primeira temporada uma crítica positiva, com uma classificação média de 6,9/10. O consenso crítico do site é: "Enquanto The Cuphead Show! recria com fluidez uma animação de arregalar os olhos de sua versão de videogame, ainda falta a esta obra de gráficos bonitos uma pitada de substância para deixá-la completa de verdade." De acordo com o Metacritic, que calculou uma pontuação média ponderada de 69 com base em comentários de 4 críticos, a temporada recebeu "críticas geralmente favoráveis".
Stuart Heritage, do The Guardian, deu uma nota de quatro pontos, numa escala onde cinco era a nota máxima, e escreveu: "É rápida, engraçada e inteligente, e você quase certamente não morrerá 188 vezes assistindo. O que há para não gostar?".
O The Escapist pontuou "fãs e críticos ficaram desapontados com a série devido à sua falta de substância e natureza curta", também foi pontuado o público-alvo serem as crianças, "as crianças descobrirão um desenho animado e energético e provavelmente acharão o que está aqui super divertido e engraçado".
Rafael Motamayor, do IGN, avaliou a série em 9 de 10, dizendo "A primeira temporada de The Cuphead Show! oferece personagens memoráveis, humor surreal e uma bela animação em uma adaptação fantástica do videogame."
No Brasil, por apresentar a figura do Diabo, a série foi alvo de críticas de cristãos.

## Prêmios e indicações
Foi indicado ao Prêmios Emmy para Crianças e Família de Melhor Série de Animação de 2022.
| Ano  | Prêmio                            | Categoria                                         | Resultado | Ref.   |
| ---- | --------------------------------- | ------------------------------------------------- | --------- | ------ |
| 2022 | The Game Awards                   | Melhor Adaptação                                  | Indicado  | [ 29 ] |
| 2022 | Children's and Family Emmy Awards | Melhor Série de Animação                          | Indicado  | [ 26 ] |
| 2022 | Children's and Family Emmy Awards | Realização Individual em Animação                 | Venceu    | [ 30 ] |
| 2022 | Cartoon Crave Awards              | Série de Comédia Favorita para Crianças & Família | Venceu    | [ 31 ] |